# 愛知県立惟信高等学校

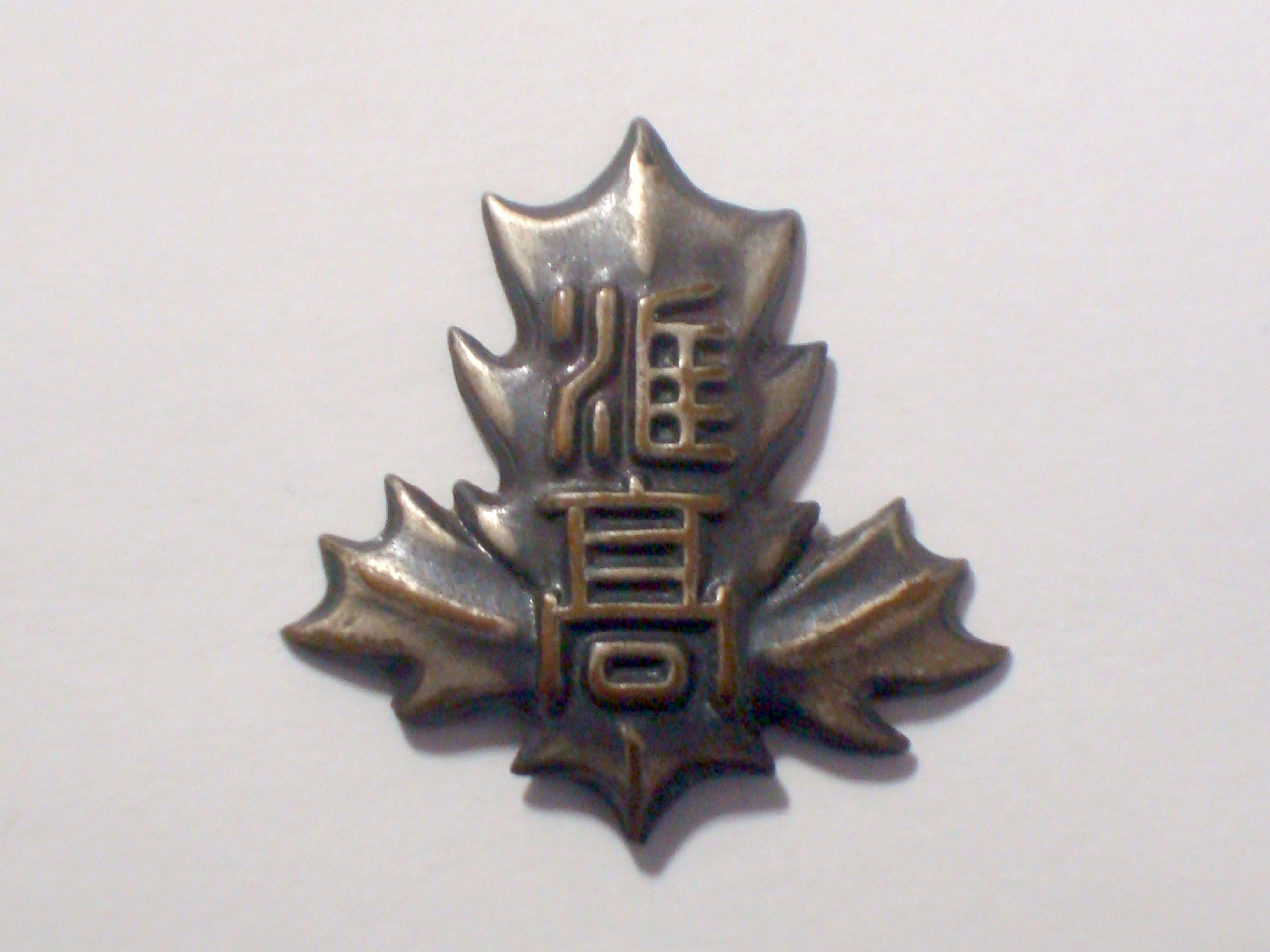
愛知県立惟信高等学校校章

愛知県立惟信高等学校（あいちけんりついしんこうとうがっこう）は、愛知県名古屋市港区惟信町2-262に所在する県立高等学校である。

## 概要
1925年（大正14年）愛知県惟信中学校として開校した。1948年（昭和23年）に学制改革により男女共学の愛知県立惟信高等学校となる。1969年（昭和44年）の名古屋市電下之一色線の廃止後は、最寄りの公共交通機関が市営バスのみになった。
惟信（いしん）の名称は現在の本校所在地周辺の土地区画事業を推進した服部善之助の諱である惟信（これのぶ）に因んでいるとされている。
高校敷地は柊（ひいらぎ）の生垣で囲まれており、校章はその柊の葉をモチーフにしている。
近隣の新興高校では厳しい校風を持つものが多い中、本校は校則も比較的厳しくなく穏やかな校風である。
9月に行われる学校祭は柊祭と呼ばれ、1～3年生の「系列」と呼ばれる縦割りチームで得点が争われる。体育祭や球技大会、模擬店、アーチ制作、エール（応援団、ダンス）、ガーデン（展示）、オンステージなどのすべての分野が得点化される。生徒達が入賞を目標に、4月の時点から優勝を目指してその準備にとりかかっている柊祭は、同校最大のビッグイベントでもあり、上級生から下級生への伝統の継承の場ともなっている。柊祭の運営、原案から細則制定に至るまでは生徒会が中心となり、生徒会の夏合宿、代議会やイベント長会議などを通して系列側と対立をしながらも意見を集約し、生徒自身の手で柊祭は作られている。
来場者に分かりやすくするためガーデン、アーチは改名しようと発案され令和元年度現在、ガーデンは変更なし、アーチ→アートに変更された。

## 沿革
- 1925年（大正14年）3月28日 - 愛知県惟信中学校として認可される[WEB 1]。
- 1925年（大正14年）4月3日 - 東白壁高等小学校（現在の名古屋市立東白壁小学校: 東区白壁五丁目）の仮校舎にて授業開始[WEB 1]。
- 1926年（大正15年）4月 - 現在の港区惟信町に本校舎竣工、授業開始[WEB 1]。
- 1948年（昭和23年）4月1日 - 学制改革により愛知県立惟信高等学校（初代）となる[WEB 1]。
- 1948年（昭和23年）9月1日 - 第1次高等学校再編成により愛知県立惟信高等学校と愛知県立中川高等学校（愛知県中川中学校の後身）が統合、愛知県立松蔭高等学校となる[WEB 1]。
- 1949年（昭和24年）4月1日 - 第2次高等学校再編成により、愛知県立松蔭高等学校（松蔭高校）から分離し、愛知県立惟信高等学校（惟信高校）として現在の体制となる[WEB 1]。普通科、家庭科、商業科、農業科の4課程を設置[WEB 1]。
- 1951年（昭和26年）4月 - 農業科、商業科の募集停止[WEB 1]。
- 1954年（昭和29年）4月 - 家庭科の募集停止[WEB 1]。
- 1957年（昭和32年）4月 - 商業科の募集再開[WEB 1]。
- 1963年（昭和38年）4月 - 商業科を廃止、普通科のみの体制となる[WEB 1]。
- 1973年（昭和48年）4月 - 学校群制度による1期生入学。松蔭高校と名古屋8群、熱田高校と名古屋9群を組む[WEB 1]。
- 1989年（平成元年）4月 - 複合選抜入試制度による1期生入学。尾張1群Aグループに属する[WEB 1]。
- 2017年（平成29年）6月28日 - 惟信高校の正門を含む13校の門柱（愛知県立旧制学校の門柱）が登録有形文化財に登録された[新聞 1]。

## 歌一覧

### 校歌
「惟信中学校校歌」
- 制定：1929年（昭和4年）
- 作詞：高田保馬（京都大学名誉教授・大阪大学名誉教授、社会経済学者）
- 作曲：安田俊高（作曲家）
- 冒頭：ここは尾張の広野のもなか...

「惟信高等学校校歌」
- 制定：1951年（昭和26年）9月
- 作詞：山崎敏夫（愛知県立大学元学長、国文学者・和歌研究者）
- 作曲：大中寅二（作曲家・オルガン奏者）
- 冒頭：山脈（やまなみ）は匂ふ光に白亜立つ...

「惟信の鐘」 　
- 作詞：愛知県惟信中学校学友会
- 校閲：平林治徳
- 作曲：荻野初雄
- 冒頭：惟信の理想目指しつつ...

### 学生歌
「あゝ青春の最中（さなか）」
- 作詞：大嶋光義
- 作曲：向川原慎一
- 冒頭：残雪白き連山を...

### 応援歌
「燃えろ惟信」
- 作詞：高井行成
- 作曲：向川原慎一
- 冒頭：今戦いに臨むとき...

「ひいらぎマーチ」
- 作詞：落合肇
- 作曲：出井博
- 編曲：向川原慎一
- 冒頭：高らかに強く雄々しく行かんかな...

## 教育目標
- 高い知性
- 豊かな心
- ねばり強い体力

## 制服
令和4年度より男女ともに制服が変更された。
下記載は旧制服。

### 冬制服
- 男子：黒詰襟学生服（五つボタン）
- 女子：濃紺セーラー服（紺襟、チェック柄 紺リボン、細い白線一本）

### 夏制服
- 男子：白開襟シャツ
- 女子：白セーラー服（紺襟、チェック柄 紺リボン、細い白線一本）

## 主要行事
- スポーツ大会（3・7月）
- 柊祭（体育祭・文化祭）（9月）
- 音楽祭（10月）

## 部活動

### 運動部
- 水泳部[WEB 2]
- 硬式野球部[WEB 2]
- テニス部[WEB 2]
- ソフトテニス部（男子）[WEB 3]
- ソフトテニス部（女子）[WEB 3]
- 卓球部（男子）[WEB 4]
- 卓球部（女子）[WEB 4]
- バレーボール部（男子）[WEB 5]
- バレーボール部（女子）[WEB 5]
- バスケットボール部（男子）[WEB 6]
- バスケットボール部（女子）[WEB 6]
- ハンドボール部[WEB 2]
- サッカー部[WEB 2]

- 陸上競技部[WEB 2]
  - 2008年度インターハイ出場[要出典]
- 合気道部[WEB 2]
- 剣道部[WEB 2]
- ラグビー部[WEB 2]
- フェンシング同好会[WEB 2]
  - 2013年度インターハイ出場[WEB 7]
- 弓道部[WEB 2]
  - 2017年7月に弓道同好会として発足し、2021年度より弓道部に昇格した[WEB 8]。校内に弓道場が整備されていないため、稲永スポーツセンターにおいて活動している[WEB 8]。

### 文化部
- 吹奏楽部[WEB 2]
- 文芸部[WEB 2]
- 将棋部[WEB 2]
- 演劇部[WEB 2]
  - 2005年度中部大会進出[要出典]
- 美術部[WEB 2]
- ボランティア部[WEB 2]

- サイエンス部[WEB 2]
  - アイデア水ロケット全国大会準優勝[要出典]
- 茶道部[WEB 2]
- 軽音楽同好会[WEB 2]
- 放送部[WEB 2]
- 合唱部[WEB 2]
- ESS同好会[WEB 2]

## 著名な卒業生
- 安藤巌（昭和17年：中13回卒）- 弁護士・政治家（衆議院議員）
- 古川勝巳 - ヘラルドグループ代表
- 丹羽宇一郎（昭和32年：高8回卒） - 伊藤忠商事取締役会長、日本郵政取締役、中華人民共和国駐箚特命全権大使
- 上田定行（昭和53年：高29回卒）- 俳優・パーソナリティ
- 腰山謙介 - 会計検査院事務総長
- 岡村信夫 -元プロ野球選手
- 服部一男 -元プロ野球選手
- 山口浩勢 -陸上競技選手
- 森下千里 - タレント・政治家（衆議院議員）
- 河合じゅんじ（昭和53年：高29回卒）- 漫画家
- 梶田達二 - 挿絵画家
- 中村浩一 - 実業家・芸能プロモーター・パーソナリティー・名古屋アイドル「dela」事務所社長
- 二村春香 - 元SKE48。
- 三輪幸宏 - Qaijff

## 交通アクセス

### 鉄道
- 名古屋臨海高速鉄道あおなみ線 港北駅・荒子川公園駅

### バス
- 名古屋市営バス幹高畑1号系統 惟信高校正門停・惟信高校停
  - 名古屋市営地下鉄東山線 高畑駅・地下鉄高畑停から
- 名古屋市営バス幹神宮1号系統 惟信高校停
  - 名古屋市営地下鉄名港線 東海通駅・東海通停から
  - 名鉄名古屋本線・常滑線 神宮前駅・神宮東門停から
  - 名古屋臨海高速鉄道あおなみ線 港北駅・港北駅停から
  - JR東海東海道本線 熱田駅・熱田区役所停から
- 名古屋市営バス東海11号系統 惟信高校停
  - 名古屋臨海高速鉄道あおなみ線 荒子川公園駅・荒子川公園駅停から
- 名古屋市営バス高畑13号系統 当知住宅東停
- 名古屋市営バス名港13号系統 惟信高校停

### WEB
1. 1 2 3 4 5 6 7 8 9 10 11 12 13 14 15  “沿革”.   愛知県立惟信高等学校. 2021年7月24日閲覧。
2. 1 2 3 4 5 6 7 8 9 10 11 12 13 14 15 16 17 18 19 20 21 22 23  “部活動”.   愛知県立惟信高等学校. 2021年7月24日閲覧。
3. 1 2  “ソフトテニス部”.   愛知県立惟信高等学校. 2021年7月24日閲覧。
4. 1 2  “卓球部”.   愛知県立惟信高等学校. 2021年7月24日閲覧。
5. 1 2  “バレーボール部”.   愛知県立惟信高等学校. 2021年7月24日閲覧。
6. 1 2  “バスケットボール部”.   愛知県立惟信高等学校. 2021年7月24日閲覧。
7. ↑  “フェンシング同好会”.   愛知県立惟信高等学校. 2021年7月24日閲覧。
8. 1 2  “弓道部”.   愛知県立惟信高等学校. 2021年7月24日閲覧。

### 新聞
1. ↑  相坂穣 (2017年3月11日). “文化審議会答申 県内対象 重要文化財 万葉集（紀州本） 登録有形文化財 県立高13校正門など”. 中日新聞 (中日新聞社):  p. 朝刊 県内版 26